# Xã Leroy, Quận Benton, Iowa
Xã Leroy (tiếng Anh: Leroy Township) là một xã thuộc quận Benton, tiểu bang Iowa, Hoa Kỳ. Năm 2010, dân số của xã này là 1.143 người.